# Droga wojewódzka nr 298
Droga wojewódzka nr 298 (DW298) – droga wojewódzka o długości 8,8 km łącząca DK32 z  S3, która znajduje się na terenie miasta Zielona Góra. Jest to były ciąg drogi krajowej DK32 górnej obwodnicy miasta zwaną Trasą Północną. Jednak po otwarciu 15 kwietnia 2023 roku nowej Obwodnicy Południowej miasta która przejęła i zmieniła ciąg drogi DK32 tego samego dnia Trasa Północna straciła status drogi krajowej i otrzymała status Drogi Wojewódzkiej nr 298. 

## Miejscowości leżące przy trasie DW298
- Zielona Góra

## Historia DW298
Wcześniej przebieg Drogi Wojewódzkiej znajdował się w województwie Dolnośląskim. Dawna droga wojewódzka o długości 4 km łącząca DW333 z Kłobuczyna, do DK12 w m. Nielubia.
Jendak droga utraciła status drogi wojewódzkiej w drodze Uchwały nr XVI/428/15 Sejmiku Województwa Dolnośląskiego z dnia 26 listopada 2015 r. w sprawie pozbawienia dróg kategorii dróg wojewódzkich. Droga przebiegała przez miejscowości Kłobuczyn, Wierzchowice i Nielubia.